# Анушево
Анушево (пољ. Anuszewo) је село у Пољској које се налази у војводству Варминско-Мазуријском у повјату Писком у општини Пиш.
Од 1975. до 1998. године ово насеље се налазило у Сувалском војводству.